# يويا نيشيجيما
يويا نیشیجیما (باليابانية: 西嶋 有矢) (مواليد 21 فبراير 1995)، هو لاعب كرة قدم سابق كان يلعب كمدافع.

## وصلات خارجية
- يويا نيشيجيما على موقع رابطة كرة القدم اليابانية للمحترفين (اليابانية)